# Baudignécourt
Baudignécourt és un municipi francès situat al departament del Mosa i a la regió del Gran Est. L'any 2007 tenia 78 habitants.

## Demografia

### Població
El 2007 la població de fet de Baudignécourt era de 78 persones. Hi havia 40 famílies, de les quals 16 eren unipersonals (4 homes vivint sols i 12 dones vivint soles), 12 parelles sense fills, 8 parelles amb fills i 4 famílies monoparentals amb fills.
La població ha evolucionat segons el següent gràfic:
Habitants censats

### Habitatges
El 2007 hi havia 43 habitatges, 35 eren l'habitatge principal de la família, 3 eren segones residències i 5 estaven desocupats. 34 eren cases i 8 eren apartaments. Dels 35 habitatges principals, 15 estaven ocupats pels seus propietaris, 18 estaven llogats i ocupats pels llogaters i 1 estava cedit a títol gratuït; 1 tenia una cambra, 3 en tenien tres, 10 en tenien quatre i 21 en tenien cinc o més. 25 habitatges disposaven pel capbaix d'una plaça de pàrquing. A 19 habitatges hi havia un automòbil i a 11 n'hi havia dos o més.

### Piràmide de població
La piràmide de població per edats i sexe el 2009 era:
| Homes | Edats   | Dones |
| ----- | ------- | ----- |
| 0     | 95 o +  | 0     |
| 0     | 90 a 94 | 0     |
| 1     | 85 a 89 | 1     |
| 2     | 80 a 84 | 0     |
| 1     | 75 a 79 | 3     |
| 2     | 70 a 74 | 2     |
| 1     | 65 a 69 | 1     |
| 0     | 60 a 64 | 2     |
| 3     | 55 a 59 | 3     |
| 5     | 50 a 54 | 2     |
| 6     | 45 a 49 | 3     |
| 5     | 40 a 44 | 6     |
| 1     | 35 a 39 | 2     |
| 4     | 30 a 34 | 6     |
| 2     | 25 a 29 | 3     |
| 3     | 20 a 24 | 3     |
| 2     | 15 a 19 | 3     |
| 3     | 10 a 14 | 6     |
| 4     | 5 a 9   | 0     |
| 4     | 0 a 4   | 2     |

## Economia
El 2007 la població en edat de treballar era de 57 persones, 44 eren actives i 13 eren inactives. De les 44 persones actives 35 estaven ocupades (20 homes i 15 dones) i 9 estaven aturades (4 homes i 5 dones). De les 13 persones inactives 2 estaven jubilades, 7 estaven estudiant i 4 estaven classificades com a «altres inactius».
Activitats econòmiques
Dels 4 establiments que hi havia el 2007, 1 era d'una empresa extractiva, 1 d'una empresa de fabricació d'altres productes industrials, 1 d'una empresa de construcció i 1 d'una empresa financera.
L'únic servei als particulars que hi havia el 2009 era un paleta.

## Poblacions més properes
El següent diagrama mostra les poblacions més properes.